# طاووس دودسی (پروانه)
طاووس دودسی (نام علمی: Papilio doddsi) پروانه ای است از سرده پروانه‌های پاپیلیو و خانواده پروانه‌های دم‌چلچله‌ای که زیستگاهش در کشور ویتنام است.